# Kwasów (gromada)
Kwasów – dawna gromada, czyli najmniejsza jednostka podziału terytorialnego Polskiej Rzeczypospolitej Ludowej w latach 1954–1972.
Gromady, z gromadzkimi radami narodowymi (GRN) jako organami władzy najniższego stopnia na wsi, funkcjonowały od reformy reorganizującej administrację wiejską przeprowadzonej jesienią 1954 do momentu ich zniesienia z dniem 1 stycznia 1973, tym samym wypierając organizację gminną w latach 1954–1972.
Gromadę Kwasów z siedzibą GRN w Kwasowie utworzono – jako jedną z 8759 gromad na obszarze Polski – w powiecie buskim w woj. kieleckim, na mocy uchwały nr 13a/54 WRN w Kielcach z dnia 29 września 1954. W skład jednostki weszły obszary dotychczasowych gromad Klempie Górne, Kwasów i Sroczków ze zniesionej gminy Oleśnica w tymże powiecie. Dla gromady ustalono 15 członków gromadzkiej rady narodowej.
Gromadę zniesiono 31 grudnia 1959, a jej obszar włączono do gromad Oleśnica (wsie Kwasów i Sroczków oraz kolonie Sroczków Bankowy, Zasokołówcze, Szczypie Nowe i Szumarka) i Białoborze (wieś Klempie Górne oraz kolonie Klempie Nowe, Okrąglica i Stawek Okrąglica).